# Petidin
A petidin, más néven meperidin vagy Demerol a morfinhoz hasonló kábító fájdalomcsillapító. Ellentétben a morfinnal, a köhögést és a diarrhoeát nem csillapítja. Helyi érzéstelenítő, és atropinszerű hatással is bír, mely utóbbi elfedheti pupillaszűkítő (myoticus) hatását. Hatástartama rövidebb, mint a morfiné.
A petidint Otto Eisleb német vegyész állította elő az 1930-as években. Magyarországon ma is forgalomban van.

## Metabolizmus
A májban direkt úton vagy a demetilálódás útján keletkező norpetidin(en) hidrolizálódása révén norpetidinsavvá alakul, amit glükuronsavas(en) konjugáció követ. Normál vagy alkalikus vizelet pH esetén a vizeletben elhanyagolható a változatlan forma mennyiségének kiválasztódása. A vizelet savanyodásával párhuzamosan nő a petidin- és norpetidinkiválasztás. 

## Fordítás
- Ez a szócikk részben vagy egészben  a   Pethidine című angol Wikipédia-szócikk fordításán alapul.  Az eredeti cikk szerkesztőit annak laptörténete sorolja fel. Ez a jelzés csupán a megfogalmazás eredetét és a szerzői jogokat jelzi, nem szolgál a cikkben szereplő információk forrásmegjelöléseként.